# 武罗 (夏朝)
武羅（?—?），夏朝政治人物，后羿的大臣，被稱為賢臣。《左传》襄公四年记载：﹝后羿﹞弃武罗、伯因、熊髡、尨圉而用 寒浞。”杜预注：“四子皆羿之贤臣。”